# Ryan Murphy
Pour les articles homonymes, voir Ryan Murphy (natation), Ryan Murphy (hockey sur glace) et Murphy.
Ryan Murphy, né le 9 novembre 1965 à Indianapolis, est un scénariste, réalisateur et producteur américain. Après des études de journalisme, il s'est lancé dans l'écriture de scénarios. Révélé par la conception des séries télévisées Popular et surtout Nip/Tuck, il obtient ensuite la consécration comme cocréateur des séries Glee, American Horror Story et Pose qui remportent de nombreux prix. Il a par ailleurs écrit et réalisé deux longs métrages pour le cinéma, Courir avec des ciseaux (2006) et Mange, prie, aime (2010).

## Biographie

### Jeunesse
Ryan Murphy grandit à Indianapolis au sein d'une famille catholique d'origine irlandaise. Ses parents sont les fondateurs de la petite maison d'édition Brzamo Publishing. Il est enfant de chœur et va à l'école catholique jusqu'à l'âge de quatorze ans.
Au lycée, il joue dans des pièces de théâtre et des comédies musicales et participe à la rédaction du journal de l'école. Il obtient son diplôme en 1983 et fait ensuite des études de journalisme à l'université de l'Indiana à Bloomington. Il fait des stages au Washington Post et au Miami Herald avant de s'installer à Los Angeles où il écrit des articles sur la mode et la culture populaire pour le Los Angeles Times et Entertainment Weekly.

### Carrière
Parallèlement à son travail de journaliste, Murphy écrit des scénarios et, à la fin des années 1990, vend le script d'une comédie romantique intitulée Why Can't I Be Audrey Hepburn? que Steven Spielberg est pressenti pour réaliser. Le projet de film ne se concrétise pas mais Murphy abandonne le journalisme pour l'écriture de scénarios à plein temps et crée la série télévisée Popular, une série pour adolescents au ton satirique qui narre la rivalité entre deux lycéennes obligées de cohabiter lorsque leurs parents entament une relation. Cette série est diffusée sur The WB de 1999 à 2001 avant d'être annulée au bout de deux saisons malgré de bonnes critiques.
S'intéressant à l'intérêt des Américains pour la chirurgie esthétique, il crée ensuite la série Nip/Tuck. La série est diffusée de 2003 à 2010 sur FX et réunit pendant plusieurs années les plus fortes audiences de la chaîne. Les premières saisons de la série sont également un succès critique, bien que le show s'attire les foudres d'associations conservatrices comme le Parents Television Council pour la moralité douteuse de ses personnages et des scènes jugées de mauvais goût.
En 2006, Ryan Murphy fait ses débuts au cinéma en écrivant et réalisant le film Courir avec des ciseaux, avec Annette Bening, Alec Baldwin et Brian Cox. Il obtient des critiques majoritairement défavorables, le consensus estimant que malgré des interprétations convaincantes, le film n'atteint pas la profondeur émotionnelle du livre d'Augusten Burroughs dont il est adapté. Murphy écrit et réalise un deuxième long métrage, Mange, prie, aime, en 2010, avec Julia Roberts et Javier Bardem. Ce film obtient lui aussi des critiques plutôt défavorables mais connaît par contre le succès commercial.

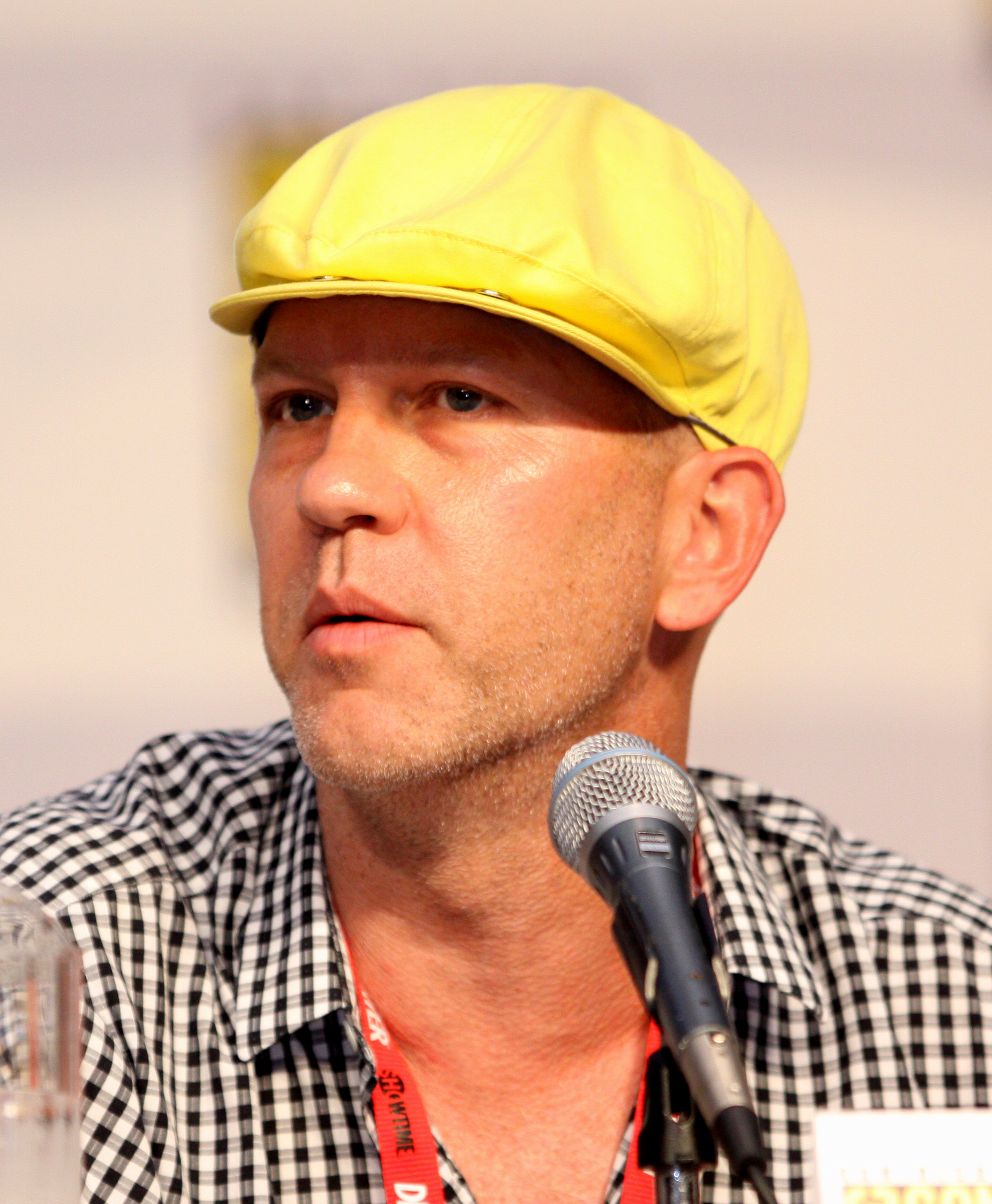
Ryan Murphy à la Comic-Con de San Diego en 2010.

Dans l'intervalle entre ces deux films, Murphy crée avec Brad Falchuk et Ian Brennan la série télévisée Glee, qui est diffusée sur Fox entre 2009 et 2015. Dans cette série musicale, un professeur tente de redynamiser la chorale du lycée en y intégrant des éléments talentueux mais disparates. Les deux premières saisons de la série rencontrent un grand succès commercial et critique. Glee remporte le Golden Globe de la meilleure série télévisée musicale ou comique en 2010 et 2011, alors que Murphy remporte le Primetime Emmy Award de la meilleure réalisation pour une série télévisée comique en 2010. Néanmoins, les audiences décroissent progressivement, notamment après la mort de l'acteur Cory Monteith, et la série s'interrompt après six saisons.
Toujours en collaboration avec Brad Falchuk, Murphy conçoit un nouveau projet consistant en une série d'anthologie horrifique dont chaque saison relate une histoire différente. American Horror Story est diffusée à partir de 2011 sur FX et, après quatre saisons, chacune d'entre elles a successivement battu de nouveaux records d'audience pour la chaîne. Elle est par ailleurs bien accueillie par la critique, qui a notamment salué les interprétations de Jessica Lange, présente dans des rôles différents lors des quatre premières saisons, et a remporté de nombreux prix.
En 2012, Murphy crée la série The New Normal, une sitcom centrée sur un couple homosexuel et la mère porteuse de leur enfant. Convoitée par la Fox et ABC, la série est achetée par NBC. La première saison est accueillie plutôt favorablement par la critique mais les audiences sont décevantes et la série est annulée à l'issue de celle-ci. En 2014, Murphy réalise le téléfilm The Normal Heart, diffusé sur HBO, qui traite de l'apparition du SIDA aux États-Unis au début des années 1980. Le téléfilm est un succès critique et remporte le Primetime Emmy Award de la meilleure mini-série ou du meilleur téléfilm. HBO refuse toutefois de donner son feu vert pour Open, une nouvelle série développée par Murphy.
En 2015, et encore en collaboration avec Falchuk et Brennan, Murphy crée une nouvelle série d'anthologie horrifique, mais au ton plus parodique, intitulée Scream Queens. La première saison, qui a pour cadre un campus universitaire sur lequel sévit un tueur en série, reçoit des critiques mitigées.
En 2017, il crée la série anthologique Feud qui raconte à chaque saison, une rivalité célèbre.
La même année il signe un contrat de 300 millions de dollars avec Netflix pour une durée de cinq ans.
En 2017, Netflix acquiert les droits de Ratched, une nouvelle série dramatique développée par Ryan Murphy, prequel du film Vol au-dessus d’un nid de coucou. L'acteur Michael Douglas, producteur du film original, est également producteur aux côtés de Ryan Murphy. La diffusion est prévue courant 2018.
En 2019, il se lance dans l'adaptation de deux comédies musicales à l'écran : Chorus Line et The Prom, avec comme actrices Meryl Streep et Nicole Kidman.
En 2020, il crée une nouvelle série d'anthologie horrifique American Horror Stories, qui est une série dérivée de la série à succès American Horror Story qui sera diffusée sur la plateforme Hulu à la suite de la fusion entre FX et Hulu. Il confirme que les acteurs emblématiques American Horror Story seront présents.
En 2021, il crée une nouvelle série Monster: The Jeffrey Dahmer Story qui sera diffusée sur Netflix. La série plonge dans les méfaits de Jeffrey Dahmer, l'un des plus grands tueurs en série. La série aura comme acteurs et actrices, Evan Peters, Penelope Ann Miller, Richard Jenkins, Shaun Brown, Colin Ford et Niecy Nash. Il crée également deux nouvelles séries dérivée de la franchise American Horror Story pour la chaîne FX, American Love Story qui racontera chaque saison une histoire de romance dont la première saison reviendra sur le mariage entre John Fitzgerald Kennedy et Carolyn Bessette. La deuxième se nomme American Sports Story dont la série reviendra sur des événements importants d’une personnalité sportive.
En 2024 après cinq ans de collaboration avec Netflix, il quitte cette dernière pour revenir travailler chez Walt Disney Television. Il crée plusieurs séries pour la firme dont une nouvelle série horrifique intitulée Grotesquerie pour FX, une série médicale dramatique pour ABC intitulée Doctor Odyssey, une série juridique dramatique All's Fair pour Hulu, une nouvelle série dramatique horrifique The Beauty pour FX avec comme acteur principal Evan Peters.

### Vie privée
Ouvertement homosexuel, Ryan Murphy a fait son coming out à l'âge de quinze ans. Alors qu'il était journaliste à Los Angeles, il a eu une relation de plusieurs années avec le réalisateur Bill Condon. Il s'est marié avec le photographe David Miller en 2012. Le couple a eu deux enfants par l'intermédiaire d'une mère porteuse : Logan, né en 2012, et Ford, né en 2014.

## Filmographie

### Cinéma
| Années | Titre                                              | Réalisateur | Scénariste | Producteur | Note              |
| ------ | -------------------------------------------------- | ----------- | ---------- | ---------- | ----------------- |
| 1999   | The Furies                                         |             | ✔️         |            | Court-métrage     |
| 2006   | Courir avec des ciseaux (Running with Scissors)    | ✔️          | ✔️         | ✔️         |                   |
| 2010   | Mange, prie, aime (Eat Pray Love)                  | ✔️          | ✔️         |            |                   |
| 2011   | Glee, le concert 3D (Glee: The 3D Concert Movie)   |             |            | ✔️         | Film concert      |
| 2014   | The Town That Dreaded Sundown                      |             |            | ✔️         |                   |
| 2019   | Circus of Books                                    |             |            | ✔️         | Film documentaire |
| 2020   | A Secret Love                                      |             |            | ✔️         | Film documentaire |
| 2020   | The Boys in the Band                               |             |            | ✔️         |                   |
| 2020   | The Prom                                           | ✔️          |            | ✔️         |                   |
| 2021   | Pray Away : Désirs martyrisés (Pray Away)          |             |            | ✔️         | Film documentaire |
| 2022   | Le Téléphone de M. Harrigan (Mr. Harrigan's Phone) |             |            | ✔️         |                   |

### Télévision
| Années       | Titre                                                           | Création / Développement | Réalisateur | Scénariste | Producteur | Chaîne                              |
| ------------ | --------------------------------------------------------------- | ------------------------ | ----------- | ---------- | ---------- | ----------------------------------- |
| 1999-2001    | Popular                                                         | ✔️                       | ✔️          | ✔️         | ✔️         | The WB                              |
| 2003-2010    | Nip/Tuck                                                        | ✔️                       | ✔️          | ✔️         | ✔️         | FX                                  |
| 2009-2015    | Glee                                                            | ✔️                       | ✔️          | ✔️         | ✔️         | Fox                                 |
| 2011-2012    | The Glee Project (émission)                                     | ✔️                       |             |            | ✔️         | Oxygen                              |
| depuis 2011  | American Horror Story                                           | ✔️                       | ✔️          | ✔️         | ✔️         | FX                                  |
| 2012-2013    | The New Normal                                                  | ✔️                       | ✔️          | ✔️         | ✔️         | NBC                                 |
| 2014         | The Normal Heart (téléfilm)                                     |                          | ✔️          |            | ✔️         | HBO                                 |
| 2015-2016    | Scream Queens                                                   | ✔️                       | ✔️          | ✔️         | ✔️         | Fox                                 |
| depuis 2016  | American Crime Story                                            |                          | ✔️          |            | ✔️         | FX                                  |
| depuis 2017  | Feud                                                            | ✔️                       | ✔️          | ✔️         | ✔️         | FX                                  |
| depuis 2018  | 9-1-1                                                           | ✔️                       |             | ✔️         | ✔️         | Fox (2018 - 2023) ABC (depuis 2024) |
| 2018-2021    | Pose                                                            | ✔️                       | ✔️          | ✔️         | ✔️         | FX                                  |
| 2019-2020    | The Politician                                                  | ✔️                       | ✔️          | ✔️         | ✔️         | Netflix                             |
| 2020-2025    | 9-1-1: Lone Star                                                | ✔️                       |             | ✔️         | ✔️         | Fox                                 |
| 2020         | Hollywood                                                       | ✔️                       | ✔️          | ✔️         | ✔️         | Netflix                             |
| 2020         | Ratched                                                         | ✔️                       | ✔️          |            | ✔️         | Netflix                             |
| 2021         | Halston                                                         |                          |             | ✔️         | ✔️         | Netflix                             |
| depuis 2021  | American Horror Stories                                         | ✔️                       |             | ✔️         | ✔️         | Hulu                                |
| 2022         | Le Journal d'Andy Warhol (The Andy Warhol Diaries) (docu-série) |                          |             |            | ✔️         | Netflix                             |
| depuis 2022  | Monstre (Monster)                                               | ✔️                       |             | ✔️         | ✔️         | Netflix                             |
| depuis 2022  | The Watcher                                                     | ✔️                       | ✔️          | ✔️         | ✔️         | Netflix                             |
| dès 2024     | American Sports Story                                           |                          |             |            | ✔️         | FX                                  |
| dès 2024     | Grotesquerie                                                    | ✔️                       | ✔️          | ✔️         | ✔️         | FX                                  |
| dès 2024     | Doctor Odyssey                                                  | ✔️                       |             | ✔️         | ✔️         | ABC                                 |
| dès 2025     | Mid-Century Modern                                              |                          |             |            | ✔️         | Hulu                                |
| indéterminée | American Love Story                                             |                          | -           | -          | ✔️         | FX                                  |
| indéterminée | All's Fair                                                      | ✔️                       | -           | -          | ✔️         | Hulu                                |
| indéterminée | 9-1-1: Nashville                                                | ✔️                       | -           | -          | ✔️         | ABC                                 |
| indéterminée | The Beauty                                                      | ✔️                       | -           | -          | ✔️         | FX                                  |

## Distinctions
Cette section récapitule les principales récompenses et nominations obtenues par Ryan Murphy. Pour une liste plus complète, se référer à l'Internet Movie Database.

### Récompenses
- 2006 : Festival du film de Hollywood du meilleur nouveau réalisateur pour Courir avec des ciseaux (2006).
- 62e cérémonie des Primetime Emmy Awards 2010 : Meilleure réalisation pour une série télévisée comique pour Glee (2009-2015) (Pour l'épisode L'Effet Glee).
- Humanitas Prizes 2010 : Prix Humanitas pour un téléfilm de 60 minutes pour Glee (2009-2015) (Pour l'épisode Les Chaises musicales).
- Online Film & Television Awards 2014 : Online Film & Television Award de la meilleure réalisation pour un téléfilm ou une mini-série pour The Normal Heart (2014).
- 70e cérémonie des Primetime Emmy Awards 2018 : Meilleure réalisation pour l'épisode Celui qui voulait exister dans The Assassination of Gianni Versace: American Crime Story (2017).
- Golden Globes 2023 : Carol Burnett Award

### Nominations
- 2004 : Primetime Emmy Award de la meilleure réalisation pour une série télévisée comique pour l'épisode Le Visage de la honte de Nip/Tuck
- 2010 : Primetime Emmy Award du meilleur scénario pour une série télévisée comique pour l'épisode L'Effet Glee de Glee
- 2010 : Directors Guild of America Award de la meilleure réalisation pour une série télévisée comique pour l'épisode L'Effet Glee de Glee
- 2011 : Directors Guild of America Award de la meilleure réalisation pour une série télévisée comique pour l'épisode La Puissance de Madonna de Glee
- 2014 : Primetime Emmy Award de la meilleure réalisation pour une mini-série ou un téléfilm pour The Normal Heart
- 2014 : Primetime Emmy Award du meilleur scénario pour une mini-série ou un téléfilm pour l'épisode Les Sorcières de la Nouvelle-Orléans de American Horror Story: Coven
- 2015 : Primetime Emmy Award de la meilleure réalisation pour une mini-série ou un téléfilm pour l'épisode Les monstres sont parmi nous de American Horror Story: Freak Show
- 2015 : Directors Guild of America Award de la meilleure réalisation pour un téléfilm ou une mini-série pour The Normal Heart